# Янго-Аскер
Янго-Аске́р (тат. Яңа Аскәр — новый воин) — татарское село в Наримановском районе Астраханской области России, в составе Линейнинского сельского совета. 
Население — 243 человек (2014).
Основан в 1830-х годах.

## История
Село основано татарами-мишарями в 30-х годах XIX века.

## Физико-географическая характеристика
Село расположено на юге Наримановского района, в пределах западной ильменно-бугровой равнины, являющейся частью Прикаспийской низменности, на берегу ерика к востоку от ильменя Парпост.
Село Янго-Аскер находится на склоне бэровского бугра и на берегу ерика Бува (местное татарское название ерика "Бума", то есть запись могла быть сделана с искажением названия).
Расстояние до столицы Астраханской области города Астрахани составляет 39 км, до районного центра города Нариманов — 71 км, до административного центра сельского поселения села Курченко — 11 км. 
Через село проходит федеральная автомобильная дорога Р216 Астрахань — Ставрополь.
Согласно классификации климатов Кёппена-Гейгера тип климата - семиаридный (индекс BSk).  Почвенный покров комплексный: на буграх Бэра распространены бурые полупустынные почвы, в межбугровых понижениях ильменно-болотные и ильменно-луговые почвы.
Часовой пояс
Янго-Аскер, как и вся Астраханская область, находится в часовой зоне МСК+1. Смещение применяемого времени относительно UTC составляет +4:00.

## Население
| 2002 | 2010 | 2013 | 2014 |
| ---- | ---- | ---- | ---- |
| 228  | ↘226 | ↗237 | ↗243 |

Население по переписи 2010 года составляет 226 человек. Согласно результатам переписи 2002 года большинство населения посёлка составляли татары (63 %) и казахи (29 %).
Этнический состав
| Национальность | Численность | Процент |
| -------------- | ----------- | ------- |
| Татары         | 142         | 61,74%  |
| Казахи         | 65          | 28,26%  |
| Русские        | 8           | 3,48%   |
| Лакцы          | 6           | 2,61%   |
| Чеченцы        | 5           | 2,17%   |
| Лезгины        | 4           | 1,74%   |
| Всего          | 230         | 100%    |

## Социальная инфраструктура
В селе имеется несколько магазинов, дом культуры. Ближайшее почтовое отделение расположено в селе Курченко. Медицинское обслуживание жителей обеспечивает фельдшерско-акушерский пункт.